# Ortygia Colles
Gli Ortygia Colles sono una struttura geologica della superficie di Marte.